# You (Laura Marano)
YOU è il secondo EP dell'attrice, cantante, cantautrice e musicista statunitense Laura Marano. Pubblicato come artista indipendente sotto la sua casa discografica personale Flip Phone Records, il 2 ottobre 2020, l'EP presenta sette tracce originali Il 21 maggio 2021, la cantante annuncia l'uscita della versione deluxe dell'EP.

## Antecedenti
Dopo aver pubblicato il suo EP di debutto, Me, nel marzo 2019, la cantante è stata coinvolta principalmente in progetti filmografici, quali i film The Perfect Date, Saving Zoë - Alla ricerca della verità, di cui è anche co-produttrice, e A Cinderella Story: Christmas Wish, tutti rilasciati sulla piattaforma streaming Netflix. Nel novembre 2019, ha distribuito un singolo in collaborazione con Kurt Hugo Schneider, intitolato Me and the Misteltoe, il quale sarebbe stato l’ultima novità musicale della Marano per ben cinque mesi. Nel mese di gennaio 2021, la cantante annuncia l'uscita dell'EP in formato vinile, in tiratura limitata.

## Singoli
Nell’aprile 2020, Laura Marano pubblica il primo singolo, When You Wake Up, e durante il resto del mese tiene varie performance virtuali, a causa della pandemia COVID-19, per presentare il nuovo singolo e il nuovo progetto discografico: un EP previsto per l’autunno dello stesso anno. Nel maggio 2020, invece, rilascia il singolo Can’t Hold On Forever, canzone che era già circolata in rete nel 2016, quando la Marano rilasciava musica con la casa discografica Big Machine Records. Nel mese di giugno, inoltre, rilascia i remix di questi ultimi due singoli, rispettivamente con i featuring di Mark Diamond e PLTO. Nel mese di agosto, Marano rilascia il singolo Honest With You e viene annunciato su alcuni blog che l’uscita dell’EP era prevista per il mese di ottobre e che la cantante avrebbe tenuto un tour promozionale virtuale. Ciò non verrà confermato fino al mese di settembre, quando la cantante annuncia cover, data di uscita e rilascia il pre-save dell’EP. Inoltre, annuncia a sorpresa il singolo Can’t Help Myself, uscito il 18 settembre. Il 19 febbraio 2021 viene commercializzato il video musicale di Something To Believe In, singolo estratto dall'EP. Nel mese di gennaio, la cantante rilascia la versione acustica di Something To Believe In, mentre a marzo rilascia il remix prodotto dal DJ AFSHEEN. Ad aprile, invece, Marano rilascia il remix di Honest With You, con il featuring del cantante malaysiano Alextbh, con il rispettivo video musicale. Nel mese di maggio, Maran rilascia il remix di Can't Help Myself, prodotto da Poe Leos e cantato in duetto con Jean Deaux. Inoltre, annuncia la versione deluxe dell'EP, prevista per giugno 2021.

## Promozione

### The YOU Tour (2020)
Per pubblicizzare l'EP, la cantante ha tenuto un tour virtuale, The YOU Tour, composto da quattro concerti, che si sono tenuti ogni sabato dal 3 al 24 ottobre sulla piattaforma Veeps. Ogni data ha avuto una scaletta e formazione differenti dalle altre.
| Data            | Concerto              |
| --------------- | --------------------- |
| 3 ottobre 2020  | The YOU EP Live       |
| 10 ottobre 2020 | "ME" and "YOU" Live   |
| 17 ottobre 2020 | Acoustic Request Show |
| 24 ottobre 2020 | The YOU Tour Finale   |

Scaletta del concerto del 10 ottobre 2020. La scaletta non è rappresentativa per ogni data del tour virtuale.
1. Me
2. Lie To Me
3. Honest With You
4. F.E.O.U.
5. Can't Help Myself
6. Not Like Me
7. Something to Believe In
8. Run
9. Let Me Cry
10. When You Wake Up
11. Can't Hold On Forever
12. Boombox

### Sundays with Laura and You (2021)
Per pubblicizzare l'edizione deluxe dell'EP, rilasciata nel giugno 2021, la cantante ha organizzato una serie di eventi virtuali, Sundays with Laura and You, per sei domeniche consecutive dal 25 luglio al 29 agosto 2021. Difatti, durante ognuno di questi sei appuntamenti virtuali con i propri fan, la cantante eseguirà una delle sei canzoni che compongono l'EP in versione acustica e, a seguire, risponderà alle domande di quindici fan tramite la piattaforma di e-meeting, Zoom. L'iniziativa è gestita dalla piattaforma di livestreaming, Maestro.
| Data           | Concerto                |
| -------------- | ----------------------- |
| 25 luglio 2021 | Can't Hold On Forever   |
| 1º agosto 2021 | When You Wake Up        |
| 8 agosto 2021  | Can't Help Myself       |
| 15 agosto 2021 | Something to Believe In |
| 22 agosto 2021 | Honest With You         |
| 29 agosto 2021 | Run                     |

## Tracce
1. You – 1:27 (Laura Marano)
2. Can't Hold On Forever – 3:16 (Justin Thorne, Shane Harper, Thomas Macken, Andy Mak, Laura Marano)
3. When You Wake Up – 3:56 (Shari Short, Michael Blue, Laura Marano, Johan Lindbrandt)
4. Can't Help Myself – 3:20 (Johan Lindbrandt, Laura Marano)
5. Honest With You – 3:17 (Laura Marano, Ido Zmishlany, Delacey)
6. Something to Believe In – 3:29 (Laura Marano, Josh Cumbee, AFSHEEN)
7. Run – 4:13 (Laura Marano)

Ristampa deluxe
1. You – 1:27 (testo: Laura Marano)
2. Can't Hold On Forever (Remix) (feat. PLTO) – 3:17 (testo: PLTO, Jay Solitaire, Justin Thorne, Shane Harper, Thomas Macken, Andy Mak, Laura Marano)
3. When You Wake Up (Remix) (feat. Mark Diamond) – 3:11 (testo: Shari Short, Michael Blue, Mark Diamond, Laura Marano, Johan Lindbrandt)
4. Can't Help Myself (Poe Leos Remix) (feat. Jean Deaux) – 3:09 (testo: Jean Deaux, Johan Lindbrandt, Laura Marano)
5. Honest With You (Remix) (feat. Alextbh) – 3:18 (testo: Laura Marano, Ido Zmishlany, Delacey)
6. Something to Believe In (YOU Remix) – 3:28 (testo: Laura Marano, Josh Cumbee, AFSHEEN)
7. Run (THOM Remix) – 3:28 (testo: Laura Marano)
8. Can't Hold On Forever – 3:17 (testo: Justin Thorne, Shane Harper, Thomas Macken, Andy Mak, Laura Marano)
9. When You Wake Up – 3:57 (testo: Shari Short, Michael Blue, Laura Marano, Johan Lindbrandt)
10. Can't Help Myself – 3:20 (testo: Johan Lindbrandt, Laura Marano)
11. Honest With You – 3:17 (testo: Laura Marano, Ido Zmishlany, Delacey)
12. Something to Believe In – 3:30 (testo: Laura Marano, Josh Cumbee, AFSHEEN)
13. Run – 4:13 (testo: Laura Marano)